# Université Oberlin
 (décembre 2023).
Si vous disposez d'ouvrages ou d'articles de référence ou si vous connaissez des sites web de qualité traitant du thème abordé ici, merci de compléter l'article en donnant les références utiles à sa vérifiabilité et en les liant à la section « Notes et références ».
L'université Oberlin (桜美林大学, Ōbirin daigaku) est une université privée japonaise située à Machida, dans la préfecture de Tokyo. Son nom se réfère aussi bien au français Jean-Frédéric Oberlin qu'à l'Oberlin College situé dans l'Ohio, où Yasuzo Shimizu, le fondateur de l'Université Oberlin, a été étudiant.